# الباب الخلفي
الباب الخلفي هو عمل مجهول من أعمال أدب الغزو الذي تسلسل في صحيفة تشاينا ميفيل في هونغ كونغ في الفترة من 30 أيلول/سبتمبر إلى 8 تشرين الأول/أكتوبر 1897. ويصف العمل، الذي كتب على شكل رواية تاريخية، الهبوط الروسي والفرنسي المتخيل في خليج المياه العميقة في هونغ كونغ، تلاه قصف فيكتوريا بيك، ثم معركة بحرية في قناة الكبريت ما بين جزيرة هونج كونج والجزيرة الخضراء وموقف أخير في جزيرة ستونكترز حيث هزمت القوات البريطانية بشكل حاسم. وكان المقصود من هذه القصة أن تكون بمثابة انتقاد لنقص التمويل البريطاني للدفاع عن هونغ كونغ؛ وكانت المخاوف من الغزو مدفوعة بالتوسع الفرنسي في جنوب شرق آسيا وزيادة النفوذ الروسي في منشوريا. وقد تكهن البعض، ولكن لم يثبتوا قط، بأن أعضاء من الجيش الياباني الإمبراطوري قرأ الكتاب إستعدادًا لمعركة هونغ كونغ في عام 1941، حيث سيطرت القوات اليابانية على هونغ كونغ (عبر الأراضي الجديدة، بدلا من جزيرة هونغ كونغ) خلال 18 يوما فقط. ومن حيث أسلوبها، فإنها تتبع النموذج الذي وضعه جورج تومكينز تشيسني في «معركة دوركنج»، ولكنها جديرة بالملاحظة نظرًا لاهتمامها بالتفاصيل، حتى أنها تعطي أسماء حقيقية لأفراد الجنود والسفن؛ وقد وصفها أحد المراجعين بأنها «فريدة» في محاكاتها، مشيرًا إلى أنه لا يمكن مقارنتها إلا بغزو وليام لوبانكس في عام 1910 وغزو كليفلاند موفيت الولايات المتحدة. وقد تلقى الباب الخلفي اهتمامًا متجدد في تشرين الأول/أكتوبر 2001، عندما قامت مطبعة جامعة هونغ كونغ بإعادة نشره تحت عنوان غزو هونغ كونغ! كابوس 97. وكانت الطبعة التي أُعيد نشرها، والتي بلغ طولها 328 صفحة، مصحوبة بمجموعة متنوعة من المناقشات العلمية؛ النص الفعلي للباب الخلفي نفسه لا يكاد يشغل سدس الكتاب. وكان المقصود من عنوان الطبعة المُعاد نشرها أن يكون شكلا من أشكال التضليل والفكاهة للقارئ، الأمر الذي أثار المخاوف بشأن تسليم هونج كونغ إلى جمهورية الصين الشعبية في عام 1997. تعرض بيكلي لانتقادات من قبل أحد النقاد بسبب الرسوم الكاريكاتورية المتضمنة مع الكتاب، وحقيقة أنها أمضت الكثير من الوقت في التحليل التاريخي لما وصف بأنه قطعة عادية من الخيال.